# خوسيه ميغيل
خوسيه ميغيل (بالإسبانية: José Miguel)‏ (23 يونيو 1969 ببوينس آيرس في الأرجنتين - ) هو لاعب كرة قدم أرجنتيني في مركز حراسة المرمى. لعب مع ريفر بليت وسانتوس لاغونا وأتليتكو بلاتينسي ‏ وClub Atlético Temperley ‏.

## وصلات خارجية
- خوسيه ميغيل على موقع قاعدة بيانات كرة القدم.إي يو (الإنجليزية)